# Pedro Gómez Malaver
Pedro Gómez Malaver (também Pedro Gómez Maraver) (falecido a 28 de dezembro de 1551) foi um prelado católico romano que serviu como o primeiro bispo de Guadalajara (1548–1551).

## Biografia
Natural de Granada, a 13 de julho de 1548, Pedro Gómez Malaver foi nomeado pelo Rei da Espanha e confirmado pelo Papa Paulo III como o primeiro Bispo de Guadalajara. A 7 de março de 1550 foi consagrado bispo por Martín Sarmiento de Osacastro, bispo de Tlaxcala. Serviu como Bispo de Guadalajara até à sua morte a 28 de dezembro de 1551.